# Егуд Ольмерт
Егу́д О́льмерт (нар. 30 вересня 1945, Нахлат-Жаботинський, Палестина) — ізраїльський політичний і громадський діяч, шістнадцятий прем'єр-міністр Ізраїлю (з 14 квітня 2006; потім виконував обов'язки після відставки з 21 вересня 2008 до 31 березня 2009) у зв'язку з достроковими парламентськими виборами в Ізраїлі, лідер партії Кадіма (січень 2006 — 30 липня 2008).

## Біографія
Свій політичний шлях почав як активіст студентського осередку руху «Херут» у Єврейському університеті. 1973 року у віці 28 років був уперше обраний у Кнесет, відтоді постійно був членом Кнесету (крім 1998 — 2003 р.). Уперше обирався мером Єрусалима 1993 р. У 1998 р., обраний удруге на посаду мера, звільнився із Кнесету у зв'язку із законом про заборону членам Кнесету займати додаткову громадську посаду. Під час виборчої кампанії в Кнесет у 2003 р. Ольмерт був главою передвиборчого штабу Лікуда.
Був міністром фінансів, міністром промисловості й зайнятості.
Після створення партії Кадіма вийшов з рядів Лікуда й приєднався до нової партії Арієля Шарона.
У 2006 вибраний спадкоємцем Арієля Шарона на посаді лідера партії Кадіма, а також став виконувачем обов'язків прем'єр-міністра аж до виборів. Його партія одержала більшість місць у парламенті й сформувала наступний уряд на чолі з Ольмертом.

### Прем'єр-міністр
4 травня 2006 Ольмерт представив Кнесету новий коаліційний уряд. Ольмерт обійняв також посаду міністра зайнятості та соцзабезпечення.
24 травня 2006 Ольмерта запросили виступити на об'єднаній сесії Конгресу США. У своїй промові прем'єр-міністр Ізраїлю підтвердив прихильність плану одностороннього відступу в разі неможливості досягти угоди з владою Палестинської автономії. 4 червня 2006 Ольмерт оголосив про майбутню зустріч з главою Палестинської автономії Махмудом Аббасом з приводу програми «Дорожня карта».
Після Другої ліванської війни 2006 популярність Егуда Ольмерта різко впала. Опитування громадської думки показали, що найпопулярнішим є керівник опозиційної партії «Лікуд» Беньямін Нетаньягу.
Ольмерт не виключив можливість військової атаки проти Ірану. Він назвав злочинними заклики іранського президента Махмуда Ахмадінежада знищити державу Ізраїль.
У квітні 2007 після опублікування проміжного звіту комісії з розслідування підсумків Другої Ліванської війни популярність Ольмерта впала до рекордно низького рівня (за матеріалами опитувань громадської думки та ізраїльського телебачення). Набрав обертів рух за його відставку. Так, 2 травня 2007 з такою вимогою виступили лідер парламентської фракції партії «Кадіма» Авігдор Іцхакі та міністр закордонних справ Ципі Лівні. Лише понад рік потому, 30 липня 2008 , Ольмерт оголосив, що подасть у відставку з поста прем'єр-міністра після того, як буде обраний новий лідер партії «Кадіма».
17 вересня 2008 на виборах голови партії «Кадіма» обрали нового лідера партії — Ципі Лівні, і 21 вересня 2008 на засіданні уряду Ізраїлю Ольмерт оголосив про свою відставку, але все ще виконував обов'язки прем'єра до формування нового кабінету. 26 жовтня 2008 новий обраний лідер панівної партії «Кадіма» Ципі Лівні відмовилася сформувати новий уряд, не заручившись підтримкою більшості депутатів Кнесету, унаслідок чого Ольмерт виконував обов'язки глави уряду до дострокових виборів в ізраїльський парламент, які відбулися 10 лютого 2009.
У травні 2012 року на міжнародній конференції газети «Джерусалем пост» у США, Ольмерт заявив, що, на його думку, вина за його відхід з посади прем'єр-міністра лежить на «правих, месіанськи налаштованих багатьох американських євреях, які влаштували проти нього кампанію цькування за те, що він сприяв мирному процесу [у відносинах] з владою Палестини».

### Звинувачення в корупції
У березні 2014 Егуд Ольмерта визнали винним у хабарництві за гучною справою, яка призвела до його відставки 2008 року. Ольмерта звинувачували в отриманні хабарів у процесі будівництва престижного житлового комплексу в Єрусалимі, коли він обіймав посаду мера міста. Йому інкримінували звинувачення і в низці інших корупційних справ, за якими його зрештою виправдали. Сам він своєї провини не визнав.
Егуд Ольмерт став першим в історії Ізраїлю прем'єр-міністром, який був змушений покинути свою посаду через кримінальні розслідування проти нього.

### Особисте
Одружений, дружина Аліза — художниця й драматург. У них п'ятеро дітей, у тому числі названа донька.